# Hans-Joachim Kümpel
Hans-Joachim Kümpel (* 3. November 1950 in Uslar) ist ein deutscher Geophysiker und war von 2007 bis 2016 Präsident der Bundesanstalt für Geowissenschaften und Rohstoffe (BGR).

## Leben und Werk
Kümpel wuchs in Essen auf, studierte ab 1971 Mathematik und Informatik an der Albert-Ludwigs-Universität Freiburg und ab 1973 Geophysik (sowie Geologie und Ozeanographie) an der Christian-Albrechts-Universität zu Kiel (sowie zwei Semester an der Universität Nizza). 1977 erwarb er sein Diplom in Kiel und wurde dort 1982 promoviert (Neigungsmessungen zwischen Hydrologie und Ozeanographie). Als Post-Doktorand war er an der Dalhousie University in Halifax. Ab 1984 war er wissenschaftlicher Mitarbeiter und danach Assistent an der Universität Kiel, an der er sich 1989 habilitierte (Verformungen in der Umgebung von Brunnen).
Ab 1991 war er Professor für Angewandte Geophysik an der Rheinischen Friedrich-Wilhelms-Universität Bonn und ab 2001 Direktor des Instituts für Geowissenschaftliche Gemeinschaftsaufgaben am Geozentrum Hannover (jetzt Leibniz-Institut für Angewandte Geophysik). In dieser Zeit lehrte er auch an der Technischen-Universität Clausthal (Professur für Modellierung von Geosystemen) und später an der Gottfried Wilhelm Leibniz Universität Hannover. Seit 2007 wirkt Kümpel als Professor für Methoden der Angewandten Geophysik. Von 2007 bis 2016 war er Präsident der BGR. Von 2007 bis 2009 war er Präsident der Deutschen Geophysikalischen Gesellschaft (DGG). Kümpel ist zudem Mitglied der Deutschen Akademie der Technikwissenschaften (Acatech).
Er befasst sich mit angewandter Geophysik, Poroelastizitätstheorie und Porenwasserdruckanomalien, die er unter anderem beim Kontinentalen Tiefbohrprojekt (KTB) untersuchte.

## Schriften (Auswahl)
als Autor
- Zum Nachweis des Resonanzeffektes im ganztägigen Gezeitenspektrum. Diplomarbeit, Universität Kiel 1977.
- Neigungsmessungen zwischen Hydrologie und Ozeanographie. Dissertation, Universität Kiel 1982.
- Verformungen in der Umgebung von Brunnen. Habilitationsschrift, Universität Kiel 1989.

als Herausgeber
- Thermo-hydro-mechanical coupling in fractured rock (3. Europhysics Conference on Rock Physics and Rock Mechanics, Bad Honnef 2000). Birkhäuser, Basel 2003, ISBN 3-7643-0253-4.
- GeoHannover 2012. GeoRohstoffe für das 21. Jahrhundert. Deutsche Gesellschaft für Geowissenschaften, Hannover 2012, ISBN 978-3-510-49228-2.